# 1989년 5월
| 1989년: 1월 · 2월 · 3월 · 4월 · 5월 · 6월 · 7월 · 8월 · 9월 · 10월 · 11월 · 12월 |

| <          | 1989년 5월  | 1989년 5월 | 1989년 5월 | 1989년 5월 | 1989년 5월 | >          |
| 일         | 월          | 화         | 수         | 목         | 금         | 토         |
|            | 1 3.26 신유 | 2 27 임술  | 3 28 계해  | 4 29 갑자  | 5 4.1 을축 | 6 2 병인   |
| 7 3 정묘   | 8 4 무진    | 9 5 기사   | 10 6 경오  | 11 7 신미  | 12 8 임신  | 13 9 계유  |
| 14 10 갑술 | 15 11 을해  | 16 12 병자 | 17 13 정축 | 18 14 무인 | 19 15 기묘 | 20 16 경진 |
| 21 17 신사 | 22 18 임오  | 23 19 계미 | 24 20 갑신 | 25 21 을유 | 26 22 병술 | 27 23 정해 |
| 28 24 무자 | 29 25 기축  | 30 26 경인 | 31 27 신묘 |            |            |            |

| 편집하기 |

## 1989년5월 16일
- 덩샤오핑 중화인민공화국 주석과 미하일 고르바초프 소비에트 연방 서기장이 정상회담을 갖고 양국관계 정상화에 합의하였다.

## 1989년5월 10일
- 조선대학교 학생 이철규의 변사체가 발견되었다.

## 1989년5월 2일
- 대한민국 정부가 용산 미8군, 한미연합 사령부를 수도권 밖으로 이전시키기로 합의하였다.
- 동의대학교사건이 발생하였다.